# Кипенко, Владимир Иванович
Владимир Иванович Кипенко (2 января 1924, Беляевка — 28 марта 1944, Николаев) — Герой Советского Союза, участник «десанта Ольшанского», стрелок 384-го отдельного батальона морской пехоты Одесской военно-морской базы Черноморского флота, матрос.
Родился 2 января 1924 года в селе Беляевка, ныне город Одесской области, в семье рабочего. Украинец. Член ВЛКСМ. Образование неполное среднее.
В Военно-Морском Флоте с 1941 года. Сражался с врагом на Черноморском флоте. В 17-летнем возрасте участвовал в обороне Одессы и Керчи. В феврале 1943 года Кипенко участвовал в Новороссийской десантной операции. На «Малой земле» был ранен.
В 1943 году матрос Кипенко был зачислен стрелком в 384-й батальон морской пехоты Черноморского флота. Осенью 1943 года участвовал в десантных операциях по освобождению городов Мариуполя и Осипенко (ныне Бердянск). Во время штурма города Осипенко, Кипенко был вторично ранен и лечился в госпитале до февраля 1944 года.

## Подвиг
Во второй половине марта 1944 года войска 28-й армии начали бои по освобождению города Николаева. Чтобы облегчить фронтальный удар наступающих, было решено высадить в порт Николаев десант. Из состава 384-го отдельного батальона морской пехоты выделили группу десантников под командованием старшего лейтенанта Константина Ольшанского. В неё вошли 55 моряков, 2 связиста из штаба армии и 10 сапёров. Проводником пошёл местный рыбак Андреев. Одним из десантников был матрос Кипенко.
Двое суток отряд вёл кровопролитные бои, отбил 18 ожесточённых атак противника, уничтожив при этом до 700 солдат и офицеров врага. Во время последней атаки фашисты применили танки-огнемёты и отравляющие вещества. Но ничто не смогло сломить сопротивление десантников, принудить их сложить оружие. Они с честью выполнили боевую задачу.
28 марта 1944 года советские войска освободили Николаев. Когда наступающие ворвались в порт, им предстала картина происшедшего здесь побоища: разрушенные снарядами обгорелые здания, более 700 трупов фашистских солдат и офицеров валялись кругом, смрадно чадило пожарище. Из развалин конторы порта вышло 6 уцелевших, едва державшихся на ногах десантников, ещё 2-х отправили в госпиталь. В развалинах конторы нашли ещё четверых живых десантников (одним из них был матрос Кипенко). От тяжёлых ранений и отравления газами, он умер на руках советских воинов, спешащих доставить его в госпиталь. Пали все офицеры, все старшины, сержанты и многие краснофлотцы. Погиб и матрос В. И. Кипенко.
Похоронен в братской могиле в городе Николаев в сквере 68-ми десантников.
Весть об их подвиге разнеслась по всей армии, по всей стране. Верховный Главнокомандующий приказал всех участников десанта представить к званию Героя Советского Союза.
Указом Президиума Верховного Совета СССР от 20 апреля 1945 года за образцовое выполнение боевых заданий командования на фронте борьбы с немецкими захватчиками и проявленные при этом отвагу и геройство матросу Владимиру Ивановичу Кипенко было присвоено звание Героя Советского Союза (посмертно).
В Николаеве в сквере имени 68-ми десантников установлен памятник. В посёлке Октябрьском на берегу Бугского лимана, откуда уходили на задание десантники, установлена мемориальная гранитная глыба с памятной надписью.
Награждён орденом Ленина.